# Менуети (альбом)
 Menuets. Тюльпани В ЦелаФані  — другий студійний альбом українського гурту Юркеш, випущений 2007 року лейблом COMP Music/EMI.

## Трек-лист
1. Менуети (тюльпани в целафані)
2. Київ-Канада
3. Танці 2 З.З. ВВ
4. Їду до Львова
5. Сон
6. Корупція
7. Happy Hippie
8. Московське время
9. Йолочка зажгись!
10. Вчителі
11. 11 секунд тиші
12. Саун-трек (Ай лав ю)

## Зовнішні посилання
- Тексти пісень [Архівовано 18 грудня 2010 у Wayback Machine.]
- Огляд альбому